# Timothy Mack
Pour les articles homonymes, voir Mack.
Timothy « Tim » Mack (né le 15 septembre 1972 à Cleveland) est un athlète américain, spécialiste du saut à la perche, champion olympique en 2004 à Athènes.

## Carrière
En 2001, il remporte la finale des Goodwill Games de Brisbane avec un saut à 5,80 m, avant d'atteindre la 9e place des Championnats du monde d'Edmonton. Vainqueur des Championnats des États-Unis en salle en 2002, il remporte les sélections olympiques américaines de 2004 en portant son record personnel à 5,90 m. Lors des Jeux olympiques d'Athènes, l'Américain franchit 5,90 m à son premier essai, puis remporte le concours en effaçant une barre à 5,95 m à son troisième essai, devançant notamment son compatriote Toby Stevenson (5,90 m) et l'Italien Giuseppe Gibilisco (5,85 m).
Timothy Mack franchit pour la première fois de sa carrière la barre des six mètres à l'occasion de la finale mondiale d'athlétisme 2004 de Monaco où il s'impose avec la marque de 6,01 m, meilleure performance mondiale de l'année. 

## Palmarès

### International
| Date | Compétition                  | Lieu     | Résultat | Marque |
| ---- | ---------------------------- | -------- | -------- | ------ |
| 2001 | Championnats du monde        | Edmonton | 9e       | 5,75 m |
| 2003 | Championnats du monde        | Paris    | 6e       | 5,70 m |
| 2004 | Jeux olympiques              | Athènes  | 1er      | 5,95 m |
| 2004 | Finale mondiale d'athlétisme | Monaco   | 1er      | 6,01 m |

### National
- Championnats des États-Unis en plein air : vainqueur en 2004[3]
- Championnats des États-Unis en salle : vainqueur en 2002 et 2010[4]

## Records
| Épreuve                      | Performance | Date              | Lieu    |
| ---------------------------- | ----------- | ----------------- | ------- |
| Saut à la perche (extérieur) | 6,01 m      | 18 septembre 2004 | Monaco  |
| Saut à la perche (salle)     | 5,85 m      | 24 février 2002   | Donetsk |